# Shorea smithiana
Shorea smithiana är en tvåhjärtbladig växtart som beskrevs av Symington. Shorea smithiana ingår i släktet Shorea och familjen Dipterocarpaceae. Inga underarter finns listade i Catalogue of Life.